# Alekszandr Konsztantyinovics Glazunov

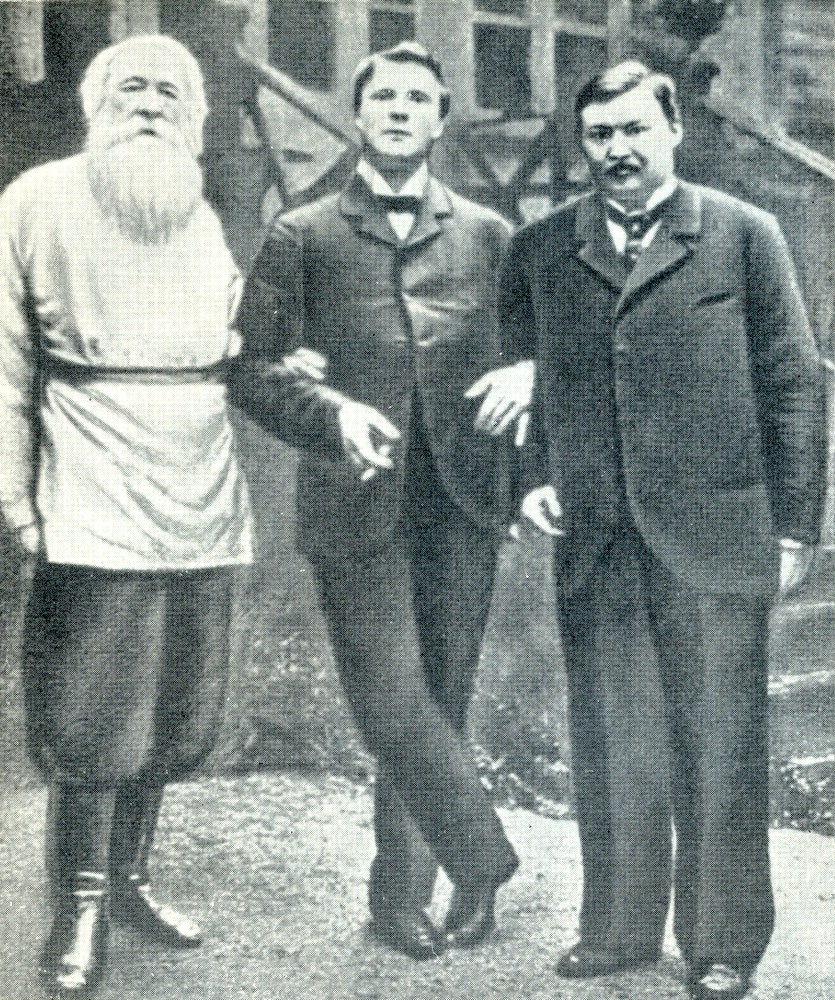
Sztaszov, Saljapin és Glazunov 1900-ban

Alekszandr Konsztantyinovics Glazunov (oroszul: Александр Константинович Глазунов) (Szentpétervár, 1865. augusztus 10. [a Julián naptár szerint július 29.] – Neuilly-sur-Seine, 1936. február 21.) késő romantikus orosz zeneszerző, karmester és tanár. 1907 és 1928 között a Szentpétervári Konzervatórium (később Leningrádi Konzervatórium) igazgatója. Legjelentősebb művei szimfóniák és nagyzenekari művek, ezért is hívják szülőhazájában „az orosz Brucknernek”.

## Élete

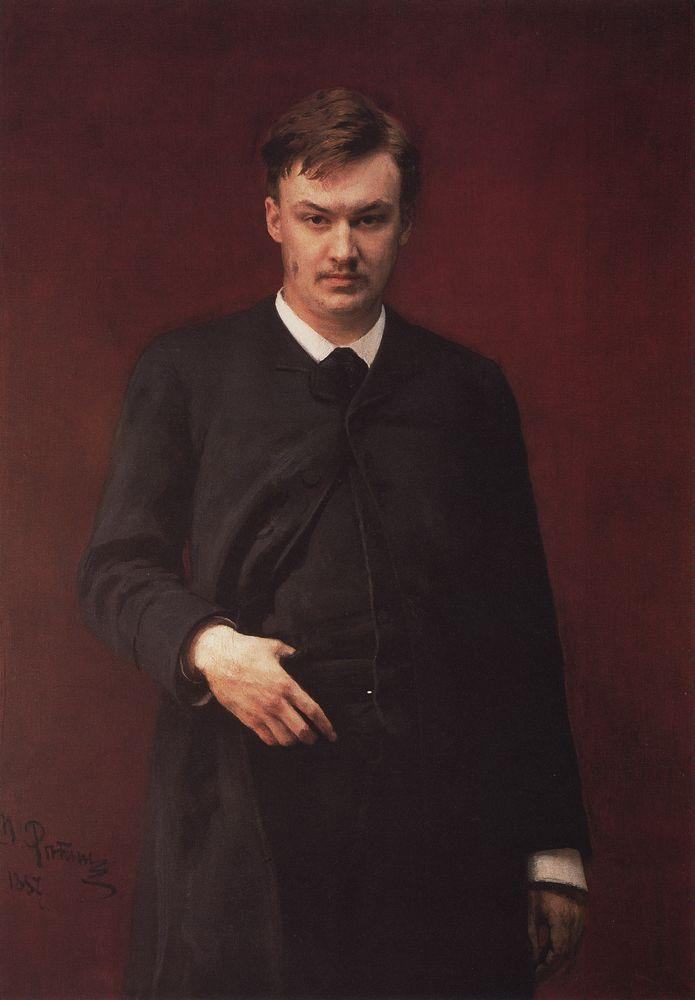
Glazunov legismertebb képe, Ilja Repin festménye, 1887

Glazunov egy könyvkiadó-dinasztiából származik, melyet ükapja, Matvej Petrovics (1757–1830) alapított moszkvai és szentpétervári székhellyel a 18. század '80-as éveiben. A zeneszerző nagyapja, Ilja Ivanovics (1786–1849) jelentette meg először Puskin Anyeginjét. A céget szintén vezető Konsztantyin Iljics (1828–1914) volt a komponista édesapja. 1917-ben államosították a vállalkozást.
Jómódban, liberális szellemben nevelkedett. Jól zongorázó anyja tanára kezdte zenei képzését. Első szerzeményeit tizennégy évesen Milij Alekszejevics Balakirevnek mutatták meg, aki Rimszkij-Korszakovnak vitte el, ő rögtön tanítványául fogadta Glazunovot. „Nem is napról napra, hanem óráról órára fejlődik” – mondotta róla Rimszkij-Korszakov. Alig több mint egy év múlva a fiú képzését befejezettnek tekintette.
Óriási feltűnést keltett, amikor a tizenhat éves szerző I. szimfóniáját 1882. március 29-én bemutatták (vezényelt: Balakirev, az ajánlás Rimszkij-Korszakovnak szólt). A szentpétervári muzsikusok rögtön egyenrangú kollégaként és barátként kezelték. Csajkovszkij és az orosz ötök hagyományának folytatójaként (utóbbiak kvázi „fogadott fiukként” is) kezelték.
Kapcsolatba került a mecénás Mitrofan Beljajev körével is. Ő finanszírozta 1884-ben Glazunov európai „látókörtágító” útját. Ekkor találkozott pl. Weimarban Liszt Ferenccel, aki úgy nyilatkozott, hogy „erről a komponistáról az egész világ beszélni fog”. Glazunov részt vett Beljajev zeneműkiadójának munkájában is, ill. komponált tételeket a kör többszerzős darabjaihoz is. 1887–88-ban Rimszkij-Korszakovval előadható formába hozta Borogyin töredékben maradt operáját, az Igor herceget; az a közkedvelt állítás, hogy a nyitányt emlékezetből írta le, csak anekdota.
1899-től tanár lett a szentpétervári konzervatóriumban. Amikor az 1905-ös forradalom „mellékvizén” tavasszal diáklázadás volt az intézményben, támogatta az igazgató Rimszkij-Korszakov álláspontját, hogy szakítsák meg a tanévet, s csak ősszel indítsák újra. Szolidaritásból Glazunov is távozott az Orosz Zenei Tanács által eltávolított Rimszkij-Korszakovval. Az év őszén már – szabadon megválasztva – Glazunov igazgatása alatt nyílt meg újra a konzervatórium, s vezetője maradt 1928-as emigrációjáig.
Mindvégig karmesterként is működött, nagy súlyt helyezett a növendékek műveinek bemutatására – akkor is, ha konzervatív ízlése ellenére voltak. Jeles filantróp volt, egész fizetését diákjai között osztotta szét (ezért minden emelési kérését azonnal teljesítették is); sok tehetséges zsidónak szerzett letelepedési engedélyt szülővárosában (ez abban az időben különleges kegy volt, így tanulhatott Auer Lipótnál Jasha Heifetz, Nathan Milstein vagy Mischa Elman).
Párizsba való emigrálása után gyorsan elfeledetté vált. Itt már alig komponált, karmesterként főleg saját műveit dirigálta. Mikor halálhíre bejárta a világsajtót. sokakat meglepett, hogy egyáltalán még élt, mert annyira a 19. századhoz kötötték.
Nagy sorscsapása volt életének hírhedt alkoholizmusa, ami különösen negyvenéves kora után vált egészen súlyossá (maga is érzékelte, mennyire eljárt művészete felett az idő). Dipszomániás időszakaiban családja az „Elutazott Rigába!” fordulattal tartotta távol látogatóit.
Glazunovról neveztek el egy 1984-ben felfedezett kisbolygót.

## Művészete
Glazunov az európai romantika stílusát mérsékelten oroszos tartalommal töltötte meg, s ettől nem volt hajlandó eltávolodni egész életén át. Legtermékenyebb korszaka 1881 és 1906 között volt. Akik zenéje személyes mélységére, „bruckneri” vonásaira nem fogékonyak, már életében anakronizmusnak tartották, pályája elején túlhaladottnak érezték (pl. Igor Stravinsky). Minden jelentős 20. századi orosz zeneszerző a lehető legrosszabb véleménnyel volt róla – filantrópiája elismerése mellett. Felrótták, hogy sosem nélkülözött, ezért nem tudott „nagy” zeneszerzővé válni. Rimszkij-Korszakov családja viszont eltántoríthatatlanul kitartott a mellett, hogy a mester legjobb tanítványa volt.

## Művei

### Balettek
- Раймонда, op. 57 (Rajmonda, 1897)
- Времена года (Évszakok, 1898)

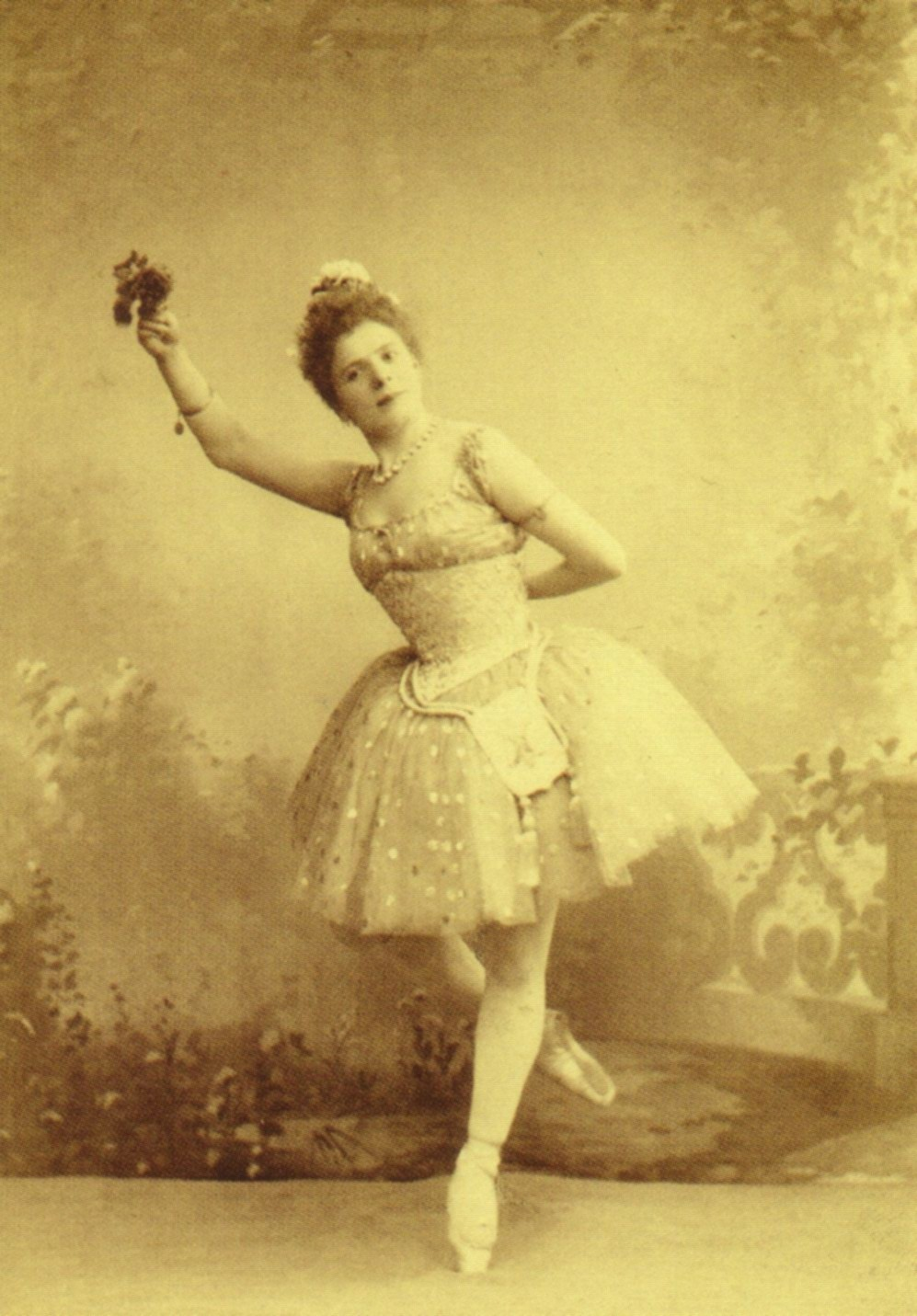
Pierina Legnani a Rajmondában

- Барышня-служанка (Úrilány mint szolgáló, Les Ruses d'amour címmel is ismert, 1899)

### Zenekari művek

#### Szimfóniák
- I., E-dúr, op. 5 (1881–82)
- II., fisz-moll, op. 16 (1886)
- III., D-dúr, op. 33 (1888–90)
- IV., Esz-dúr, op. 48 (1893)
- V., B-dúr, op. 55 (1895)
- VI., c-moll, op. 58 (1896)
- VII., F-dúr, op. 77 (1901–02)
- VIII., Esz-dúr, op. 83 (1902-06)

Egy vázlat 1910-ből

#### Egyéb zenekari művek
- I., A-dúr szerenád, op. 7 (1883)
- II., F-dúr szerenád, op. 11 (1884)
- Стенка Разин, op. 13 (Sztyenka Razin, szimfonikus költemény, 1885)
- Лес, op. 19 (Az erdő, zenekari fantázia, 1887)
- G-dúr mazurka, op. 18 (1888)
- От мрака на свету, op. 53 (Sötétből a fényre, zenekari fantázia, 1894)
- F-dúr ballada, op. 78 (1902)

### Versenyművek
- Réverie, Desz-dúr, kürtre és zenekarra, op. 24
- Meditáció, D-dúr hegedűre és zenekarra, op. 32
- Chant du ménestrel, gordonkára és zenekarra, op. 71
- Hegedűverseny, a-moll, op. 82 (Auer Lipótnak, 1904, manapság legjátszottabb műve)
- I., f-moll zongoraverseny, op. 92 (1911)
- II., H-dúr zongoraverseny, op. 100 (1917)
- Hangversenyballada, C-dúr gordonkára és zenekarra, op 108 (1931)
- Altszaxofonverseny, Esz-dúr, op. 109 (Sigurd Raschèrnek, 1934)

### Kamarazene

#### Vonósnégyesek
- I., D-dúr, op. 1
- II., D-dúr, op. 10
- III., G-dúr (Szláv), op. 26 (1888)
- IV., a-moll, op. 64 (1894)
- V., D-dúr, op. 70 (1898)
- Elégia vonósnégyesre M. P. Beljajevnek, op. 105 (1929, Beljajev halálának 25. évfordulójára)
- VI., B-dúr, op. 106 (1921)
- VII., C-dúr, op. 107

#### Egyéb kamarazene
- Fúvósötös „in modo religioso”, op. 38 (1886)
- Vonósötös, op. 39 (1892)
- Szaxofonkvartett a Francia Gárdának, op. 109 (B-dúr, 1932)

## Kitüntetései
- 1922 – Oroszországi Szovjet Föderáció Szocialista Köztársaság népművésze

## Hangfelvételek
- Évszakok – Youtube.com, Közzététel: 2011. nov. 6.
- A-moll hegedűverseny, Op.82 – Youtube.com, Közzététel: 2013. szept. 25.
- Lírai költemény, Op.12 – Youtube.com, Közzététel: 2016. jún. 15.
- Keringő, Op.42 – Youtube.com, Közzététel: 2013. okt. 8.
- A tenger, Op.28 – Youtube.com, Közzététel: 2011. máj. 23.
- 1. szimfónia, Op.83 – Youtube.com, Közzététel: 2017. máj. 7.
- 2. szimfónia, Op.16 – Youtube.com, Közzététel: 2017. máj. 8.
- 3. szimfónia, Op.33 – Youtube.com, Közzététel: 2015. jún. 19.
- 4. szimfónia – Youtube.com, Közzététel: 2012. márc. 15.
- 5. szimfónia, Op.55 – Youtube.com, Közzététel: 2013. nov. 14.
- 6. szimfónia, Op.58 – Youtube.com, Közzététel: 2014. jún. 29.
- 7. szimfónia, Op.77 – Youtube.com, Közzététel: 2015. jún. 21.
- 8. szimfónia, Op.83 – Youtube.com, Közzététel: 2017. máj. 7.
- 9. szimfónia – Youtube.com, Közzététel: 2017. jan. 20.

## Kották
- Glazunov, Aleksandr. International Music Score Library Project. (Hozzáférés: 2019. május 17.)